# Admiral der norwegischen Polarküste
Admiral der norwegischen Polarküste, ab Februar 1943 Kommandierender Admiral der norwegischen Polarküste, war die Bezeichnung einer militärischen Dienststelle der deutschen Kriegsmarine und ihres Befehlshabers. Sie wurde im August 1940 nach der deutschen Besetzung Norwegens im Zweiten Weltkrieg aufgestellt. Das Hauptquartier befand sich in Tromsö. Vorgesetzte Dienststelle war der Kommandierende Admiral Norwegen, der am 1. Februar 1943 umbenannt wurde in Oberbefehlshaber des Marineoberkommandos Norwegen.
Der Aufstellung der Dienststelle ging im April 1940 die Einrichtung eines Hafenkapitäns- bzw. Hafenkommandanten und am 14. Juni 1940 der Aufstellung des Stabes des Seekommandanten Narvik vorweg. Diese unterstanden zunächst dem Admiral der norwegischen Nordküste.
Im August 1940 wurden die Bereichsgrenzen der Marinebefehlshaber in Norwegen neu festgelegt. Der Stab der aufgelösten Dienststelle Admiral der norwegischen Südküste wurde nach Tromsö verlegt, wo er die neue Dienststelle des Admirals der norwegischen Polarküste aufbaute. Der Befehlshaber wechselte ebenfalls von Kristiansand-Süd nach Tromsö.
Der Befehlsbereich erstreckte sich zunächst von Bodø bis zur finnisch-norwegischen Grenze. In den letzten Kriegsmonaten gingen die nördlichen und östlichen Teile des Befehlsbereichs verloren.
Der Admiral norwegische Nordküste war zugleich Küstenbefehlshaber und Befehlshaber der in seinem Bereich eingesetzten Sicherungskräfte. Außerdem war ihm die dort stationierte Heeresküstenartillerie taktisch unterstellt. Nach der deutschen Kapitulation 1945 blieb die Dienststelle noch für einige Monate bestehen, um die deutschen Truppen in die Heimat zurückzuführen.

## Führung
Als Admiral bzw. ab Februar 1943 Kommandierender Admiral der norwegischen Westküste waren eingesetzt:
- Vizeadmiral Otto Schenk (ehemals Admiral der norwegischen Südküste), August 1940 – September 1942
  - August bis Oktober 1941 vertreten durch Konteradmiral Walter Krastel
- Vizeadmiral Heinz Nordmann, September 1942 – Januar 1945
- Vizeadmiral Bruno Machens (ehemals Chef des Stabes beim Kommandierender Admiral Norwegen), Januar 1945 – Auflösung der Dienststelle

Chefs des Stabes:
- Fregattenkapitän Wilhelm Töttcher: von der Aufstellung der Dienststelle bis September 1942
- Kapitän zur See Gottfried Krüger: von September 1942 bis Oktober 1943
- Kapitän zur See Hermann Land: von Oktober 1943 bis September 1944
- Kapitän zur See Albert Liesmann: von September 1944 bis Dezember 1944
- Kapitän zur See Bodo Friedrich von Bülow (in Vertretung): von Dezember 1944 bis Februar 1945
- Kapitän zur See Albert Liesmann: von Februar 1945 bis zur Auflösung der Dienststelle

## Gliederung 1944
- 5. Minensuchflottille
- 9. Minensuchflottille
- 7. Räumbootflottille
- 21. Räumbootflottille
- 12. U-Bootsjagdflottille
- Minenräumschiff 3

## Dienststellen
Dem Admiral norwegische Polarküste waren folgende Dienststellen unterstellt:
- Kommandant der Seeverteidigung Narvik (ab August 1940, anfangs unter dem Admiral der norwegischen Nordküste)
- Kommandant der Seeverteidigung Tromsö (aufgestellt im Juli 1940 als Kommandant der Seeverteidigung Polarküste, anfangs unter dem Admiral der norwegischen Nordküste)
- Kommandant der Seeverteidigung Kirkenes (im März 1941 aus dem Bereich des von Kommandanten der Seeverteidigung Tromsö ausgegliedert)
- Kommandant der Seeverteidigung Hammerfest (ab März 1942)
- Kommandant der Seeverteidigung Harstad (ab Januar 1945)
- L-Einsatzstab (Landungseinsatzstab) Polarküste (1942 zur Aufstellung geplant, dann aufgegeben und doch im September 1944 aufgestellt):
  - 5. Landungsflottille (vom Kommandant der Seeverteidigung Kirkenes)
  - 6. Landungsflottille (Hammerfest, später zum Kommandant der Seeverteidigung Harstad)
  - 8. Landungsflottille (Bergen)
  - 9. Landungsflottille (Narvik)
- Seekommandant T, vorgesehen als Seekommandant Murmansk, jedoch nicht realisiert
- Kommandant Altafjord (März – Oktober 1944, dann Verantwortungsbereich an den Kommandanten der Seeverteidigung Hammerfest)
- Marineartilleriezeugamt Tromsö, ab 1943 Marineartilleriearsenal, ab März 1945 Artilleriewaffenkommando
- Marineausrüstungs- und Reparaturbetrieb Narvik (ab Juni 1942)

### Seekommandant T
Die Dienststelle des Seekommandanten T war vorgesehen zum Einsatz in Murmansk. Diese Planung konnte jedoch nicht realisiert werden. Für den Dienstposten vorgesehen war Kapitän zur See Günther von der Forst, dessen Stab von Juni bis Dezember 1941 bestand.

### Kommandant der Seeverteidigung Harstad

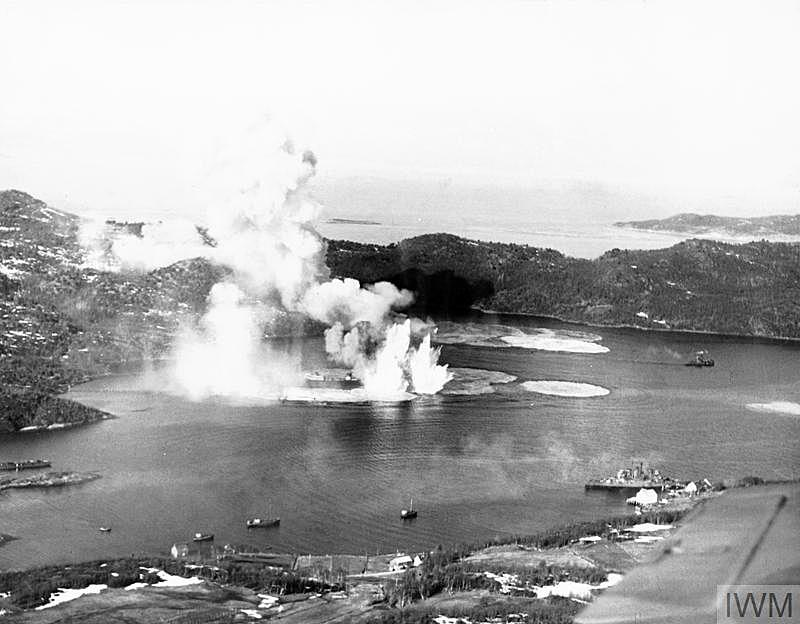
Britischer Luftangriff auf den deutschen U-Boot-Stützpunkt in Kilbotn am 4. Mai 1945 im Rahmen der Operation Judgement

Die Dienststelle des Kommandanten der Seeverteidigung Harstad wurde im Januar 1945 aus der Seekommandantur Narvik herausgelöst. Der Befehlsbereich bestand aus der Insel Hinnøya, der Stadt Andenes und der Hälfte der Insel Senja, die zuvor zur Seekommandantur Tromsö gehört hatte. Als Seekommandanten waren eingesetzt:
- Kapitän zur See Horst Kessler (ehemaliger Kommandant im Abschnitt Helgoland, Kommandant im Abschnitt Borkum und Kommandant der Seeverteidigung Hammerfest, Januar – Februar 1945)
- Kapitän zur See Erich Holtorf (erster Kommandant des Zerstörers Z 33, Februar 1945 bis Auflösung der Dienststelle)

Dem Seekommandanten waren unterstellt:
- 6. Landungsflottille (Harstad, vom aufgelösten Kommandant der Seeverteidigung Hammerfest)
- Hafenkapitän Harstad
- Marineartillerieabteilung 511 (Harstad)
- Marineflakabteilung 709 (Harstad)
- Marineflakabteilung 823 (Kilbotn)
- Marineausrüstungsstelle Harstad

### Küstensicherungsverbände
Im Oktober 1940 wurde der Küstensicherungsverband norwegische Polarküste aufgestellt, der dem Admiral der norwegischen Polarküste truppendienstlich und dem Seekommandanten Tromsö taktisch unterstellt wurde. Ab September 1941 war der Kommandeur des Verbandes mit seinem Führerboot Nordwind in Kirkenes stationiert. Von September 1941 bis zur Auflösung im Juni 1944 war Fregattenkapitän d. R. z. V./Kapitän z. S. d. R. z. V. Paul Koslik Chef des Verbands, welcher anschließend bis August 1944 den 1. KSV übernahm.
Im Juni 1944 wurde der Verband in den 1. und 2. Küstensicherungsverband (KSV) geteilt. Der 1. KSV blieb in Kirkenes und wurde dem dortigen Seekommandanten zeitweise taktisch unterstellt (→ Gliederung). Der 2. KSV erhielt Tromsö als Basis.